# Saint-Paul-lès-Dax
Saint-Paul-lès-Dax is een gemeente in het Franse departement Landes (regio Nouvelle-Aquitaine). De gemeente telde 14.114 inwoners op 1 januari 2022. De plaats maakt deel uit van het arrondissement Dax.

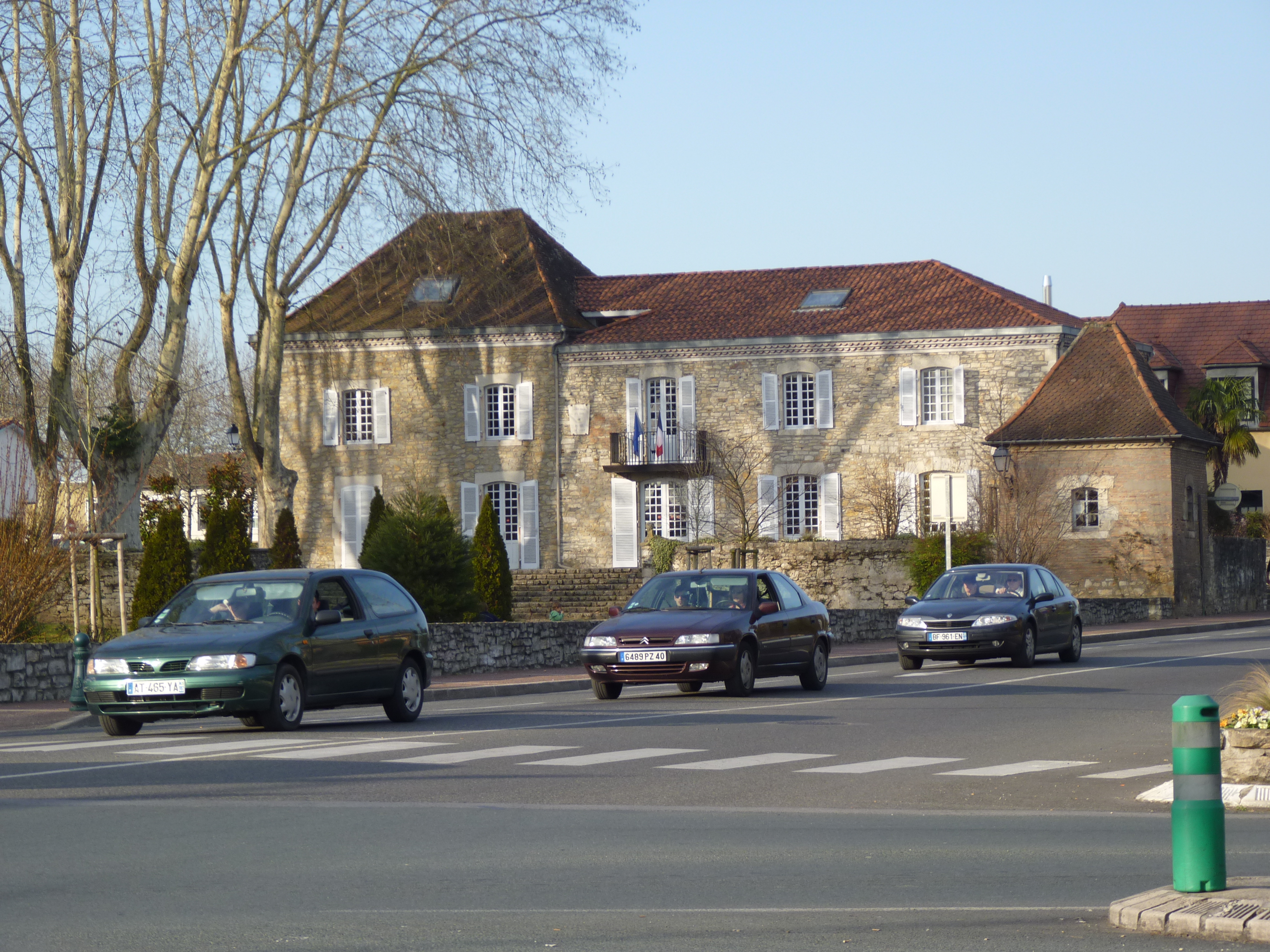
Gemeentehuis
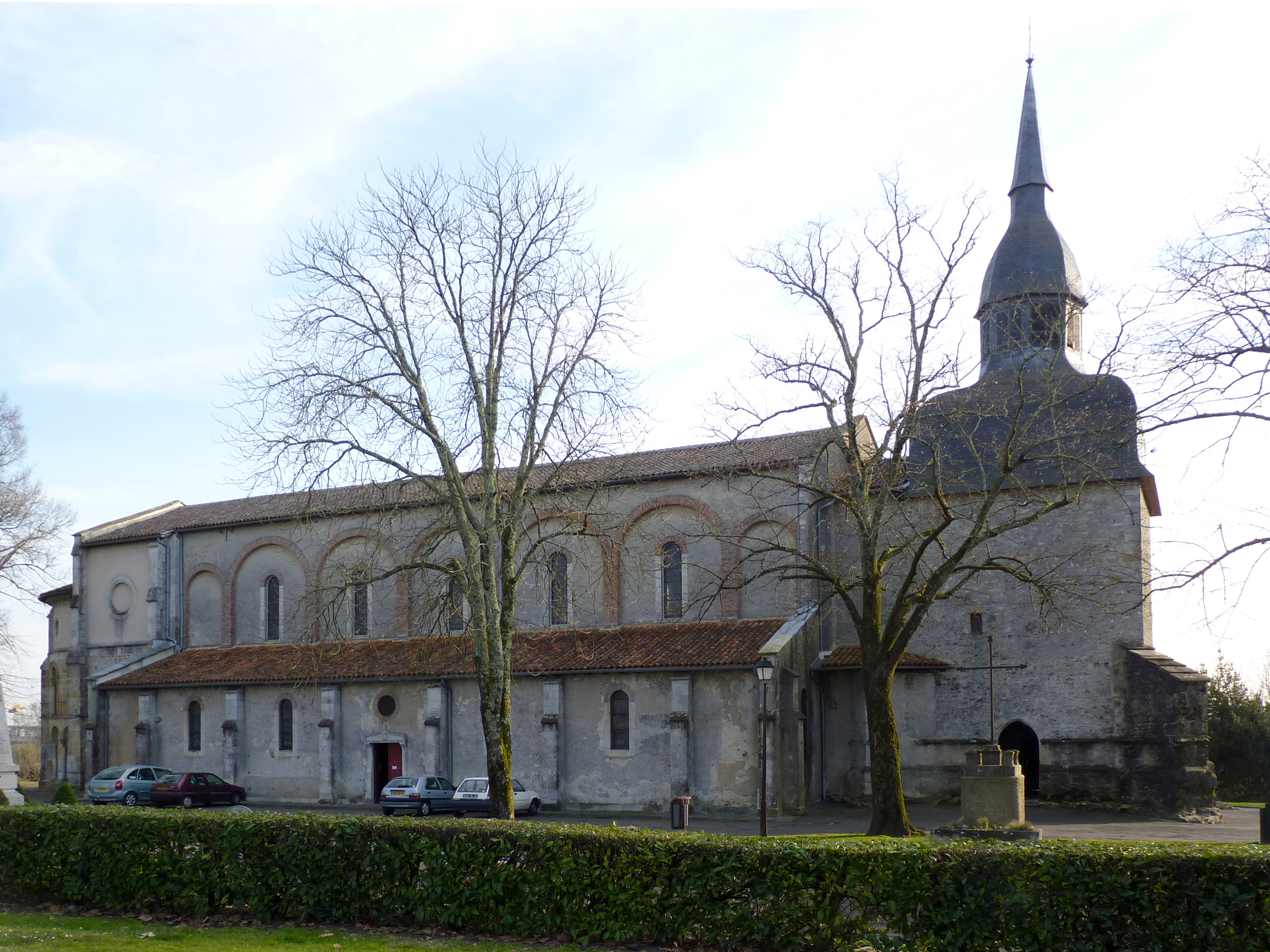
Kerk van Saint-Paul-lès-Dax: de apsis werd gebouw tussen 1120 en 1130, het schip is 19e-eeuws en de toren 14e- of 15e-eeuws.
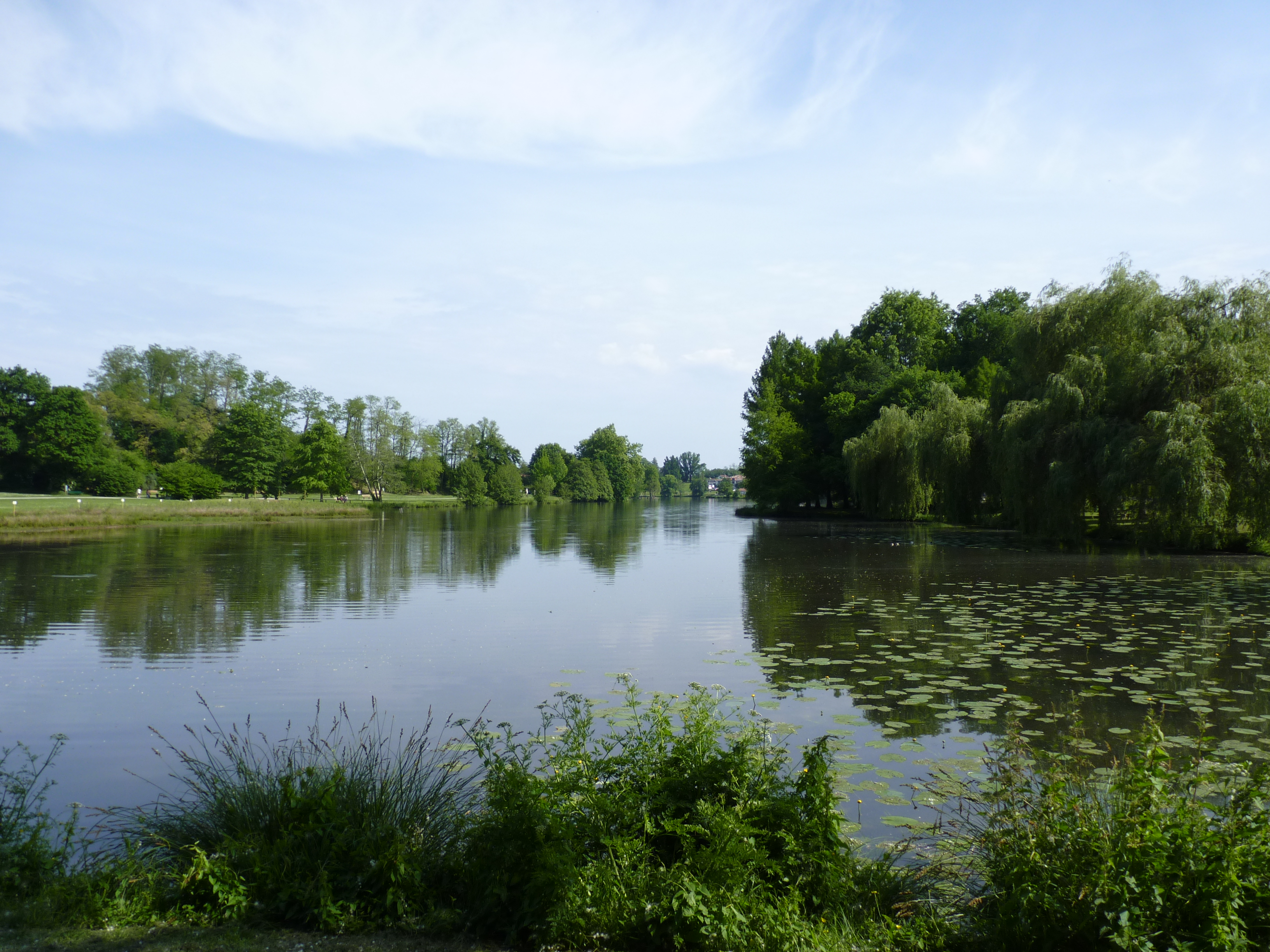
Lac de Christus

## Geschiedenis
De kerk van Saint-Paul werd gebouwd in de 12e eeuw op een heuvel boven de Adour. Er werden pelgrims op weg naar Santiago de Compostella opgevangen. Saint-Paul was een gehucht onder de stadsmuren van Dax.
In 1790 werd Saint-Paul-lès-Dax een zelfstandige gemeente, eerst onder de revolutionaire naam Bonnet Rouge en vanaf 1792 onder de huidige naam. In de 19e eeuw kwam er metaalindustrie in de gemeente. Ook waren er zagerijen, korenmolens, een leerlooierij, een aardewerkfabriek en een destilleerderij. Na de Tweede Wereldoorlog floreerde de bouwnijverheid en verstedelijkte de gemeente verder. In 1974 werd het Lac de Christus gegraven en in 1985 kwamen de ontwikkeling van de thermische bronnen. Dit zorgde voor toeristische ontwikkeling van de gemeente, die jaarlijks meer dan 10.000 kuurgasten ontvangt.

## Geografie
De oppervlakte van Saint-Paul-lès-Dax bedroeg op 1 januari 2022 58,45 vierkante kilometer; de bevolkingsdichtheid was toen 241,5 inwoners per km².
De gemeente ligt op de rechteroever van de Adour naast Dax. In de gemeente ligt het 12 ha grote kunstmatige meer Lac de Christus. Daarnaast zijn er de natuurlijke meren Lac de Poustagnacq, Lac de la Courbe en Étang d'Abesse. De gemeente telt 3.929 ha bos.
De onderstaande kaart toont de ligging van Saint-Paul-lès-Dax met de belangrijkste infrastructuur en aangrenzende gemeenten.

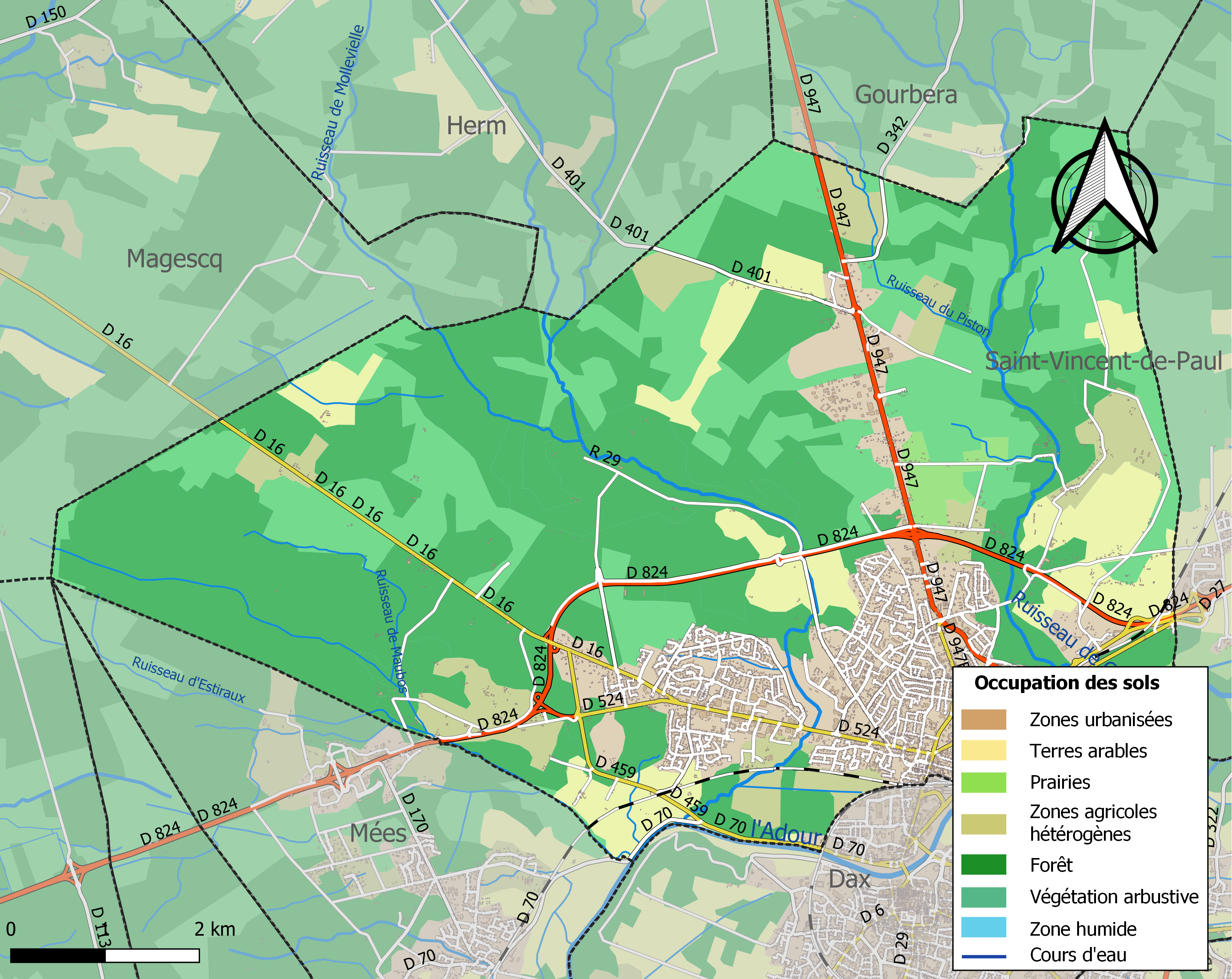

## Demografie
Onderstaande figuur toont het verloop van het inwonertal (bron: INSEE-tellingen).